# Tibouchina stenophylla
Tibouchina stenophylla är en tvåhjärtbladig växtart som beskrevs av Célestin Alfred Cogniaux. Tibouchina stenophylla ingår i släktet Tibouchina och familjen Melastomataceae. Inga underarter finns listade i Catalogue of Life.